# Sveržov
Sveržov (ungarisch Ferzsó – bis 1907 Sverzsó) ist eine Gemeinde im Osten der Slowakei mit 677 Einwohnern (Stand 31. Dezember 2024). Sie gehört zum Okres Bardejov, einem Kreis des Prešovský kraj, und wird zur traditionellen Landschaft Šariš gezählt.

## Geographie

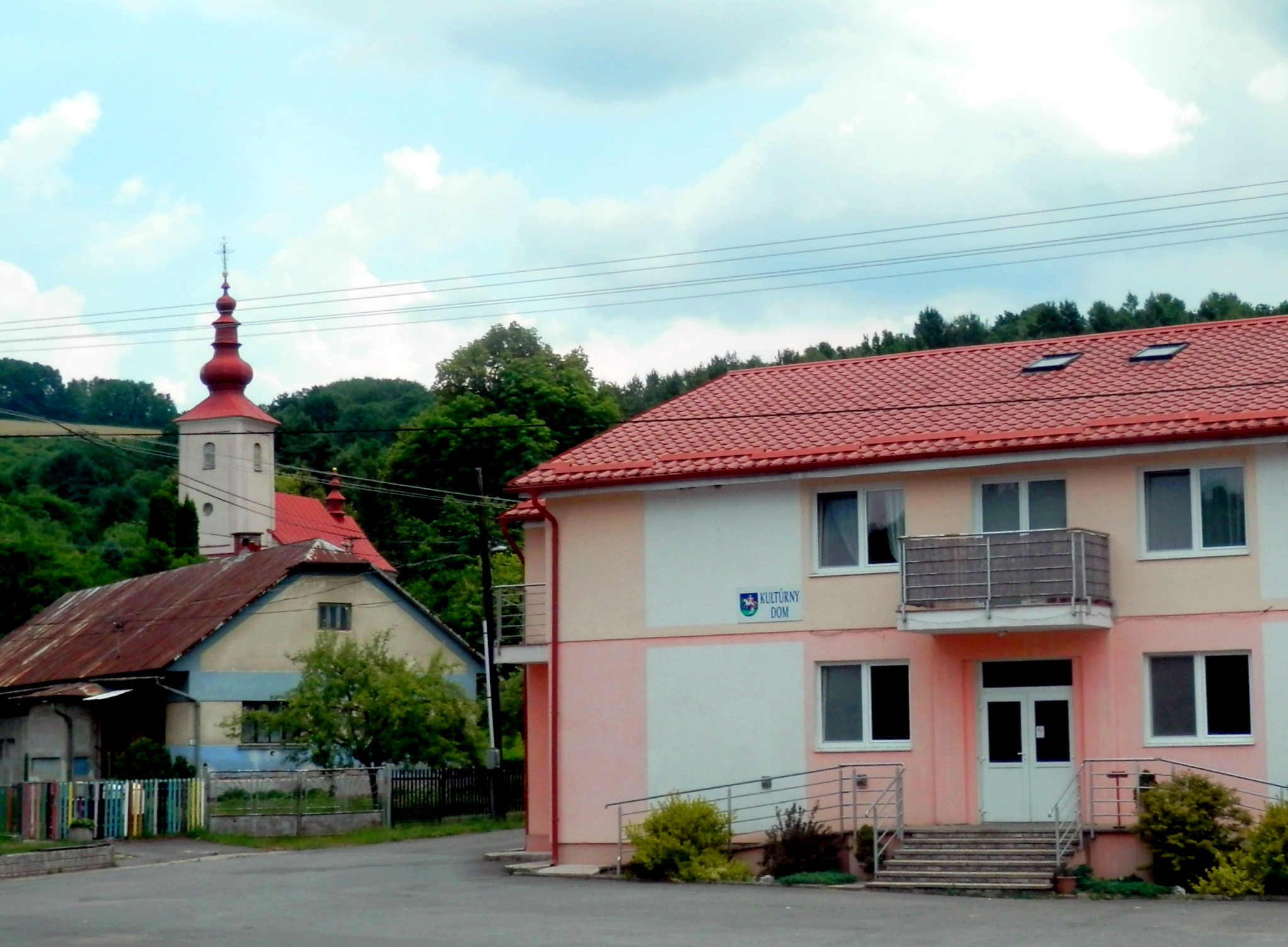
Kirche und Kulturhaus

Die Gemeinde befindet sich im nordwestlichen Teil der Niederen Beskiden, noch genauer im Bergland Ondavská vrchovina, im Tal des Baches Kamenec im Einzugsgebiet der Topľa. Das Ortszentrum liegt auf einer Höhe von 346 m n.m. und ist 11 Kilometer von Bardejov entfernt.
Nachbargemeinden sind Gaboltov im Norden, Nižný Tvarožec im Nordosten, Zlaté im Osten, Tarnov im Süden und Kurov im Westen.

## Geschichte
Sveržov wurde zum ersten Mal 1355 als Scywyrsou schriftlich erwähnt, weitere historische Bezeichnungen sind unter anderen Ferso (1414), Fersow (1416), Zeuersso (1427), Swerszow (1773), Schwersso (1786) und Swiržow (1808). Zur Zeit der Ersterwähnung gab es eine Mühle und das Dorf lag in der Herrschaft von Smilno und Makovica. 1427 wurden 17 Porta verzeichnet. 1474 wurde Sveržov zum Untertanen-Dorf im Besitz der Stadt Bartfeld. 1787 hatte die Ortschaft 33 Häuser und 255 Einwohner, 1828 zählte man 27 Häuser und 217 Einwohner, dabei waren insbesondere örtliche Kürschner bekannt.
Bis 1918 gehörte der im Komitat Sáros liegende Ort zum Königreich Ungarn und kam danach zur Tschechoslowakei beziehungsweise heute Slowakei. In der ersten tschechoslowakischen Republik waren die Einwohner als Waldarbeiter und Arbeiter in der örtlichen Säge beschäftigt. Nach dem Zweiten Weltkrieg arbeitete ein Teil der Einwohner in Industriebetrieben in Bardejov, Kružlovská Huta, Košice und Ostrava, die örtliche Einheitliche landwirtschaftliche Genossenschaft (Abk. JRD) wurde im Jahr 1959 gegründet.

## Bevölkerung
| Jahr                | 1994 | 2004     | 2014     | 2024     |
| ------------------- | ---- | -------- | -------- | -------- |
| Anzahl der Personen | 444  | 511      | 580      | 677      |
| Unterschied         |      | +15,09 % | +13,50 % | +16,72 % |

| Jahr                | 2023 | 2024    |
| ------------------- | ---- | ------- |
| Anzahl der Personen | 652  | 677     |
| Unterschied         |      | +3,83 % |

Nach der Volkszählung 2011 wohnten in Sveržov 568 Einwohner, davon 482 Slowaken, 81 Roma und ein Tscheche. Vier Einwohner machten keine Angabe zur Ethnie.
340 Einwohner bekannten sich zur römisch-katholischen Kirche, 201 Einwohner zur Evangelischen Kirche A. B., 11 Einwohner zur griechisch-katholischen Kirche, vier Einwohner zur orthodoxen Kirche, zwei Einwohner zur apostolischen Kirche und ein Einwohner zu den Mormonen. Drei Einwohner waren konfessionslos und bei sechs Einwohnern wurde die Konfession nicht ermittelt.

## Bauwerke
- römisch-katholische Martinskirche im klassizistischen Stil aus dem Jahr 1828[6]

## Verkehr
Durch Sveržov führt die Straße 3. Ordnung 3475 von Tarnov (Anschluss an die Straße 1. Ordnung 77) nach Frička.